# 鄂圖曼—哈布斯堡戰爭
奧斯曼-哈布斯堡戰爭從16世紀到18世紀在奧斯曼帝國和哈布斯堡王朝之間進行，有時得到匈牙利王國、波蘭立陶宛聯邦和哈布斯堡西班牙的支持。戰爭以在匈牙利的陸戰為主，戰場包括特蘭西瓦尼亞和伏伊伏丁那、克羅地亞和塞爾維亞中部、地中海。
到了16世紀，奧斯曼帝國已經成為對歐洲列強的嚴重威脅，奧斯曼帝國的船隻橫掃愛琴海和愛奧尼亞海的威尼斯屬地，奧斯曼支持的巴巴里海盜在馬格里布奪取了西班牙的屬地。新教改革、法國與哈布斯堡王朝的對抗以及神聖羅馬帝國的無數內戰使基督徒從與奧斯曼帝國的衝突中分心。與此同時，奧斯曼帝國不得不與波斯薩法維帝國抗衡，並在較小程度上與馬穆魯克蘇丹國抗衡，後者被擊敗並完全併入帝國。
最初，奧斯曼帝國在歐洲的征服取得了重大進展，在莫哈奇取得了決定性的勝利，匈牙利王國約三分之一（中部）的領土被併入奧斯曼帝國。後來，威斯特伐利亞和約和17世紀和18世紀的西班牙王位繼承戰爭分別使奧地利帝國成為哈布斯堡王朝唯一穩固的財產。在1683年圍攻維也納之後，哈布斯堡家族組建了一個名為神聖同盟的歐洲大國聯盟，允許他們與奧斯曼帝國作戰並重新控制匈牙利。大土耳其戰爭以神聖同盟在森塔戰役的決定性勝利而告終。戰爭在奧地利參加了1787-1791年的戰爭後結束，奧地利與俄羅斯結盟。奧地利和奧斯曼帝國之間斷斷續續的緊張關係持續了整個19世紀，但他們從未在戰爭中相互交戰，最終發現自己在第一次世界大戰中結盟，隨後兩個帝國都解體了。
歷史學家將注意力集中在1683年第二次圍攻維也納，將其描述為奧地利的決定性勝利，拯救了西方文明並標誌著奧斯曼帝國的衰落。最近的歷史學家採取了更廣泛的視角，指出哈布斯堡王朝同時抵制內部分離主義運動，並與普魯士和法國爭奪中歐的控制權。歐洲人取得的關鍵進展是一種有效的聯合兵種學說，包括步兵、砲兵和騎兵的合作。儘管如此，直到十八世紀中葉，奧斯曼帝國仍能與哈布斯堡王朝保持軍事平等。歷史學家岡瑟·E·羅森伯格強調了衝突的非戰鬥層面，哈布斯堡王朝由此建立了保護邊界的軍事社區，並產生了源源不斷的訓練有素、積極進取的士兵。